# Horatio Allen
Horatio Allen (ur. 10 maja 1802 w Schenectady, zm. 31 grudnia 1889 w East Orange) – amerykański inżynier i wynalazca.

## Życiorys

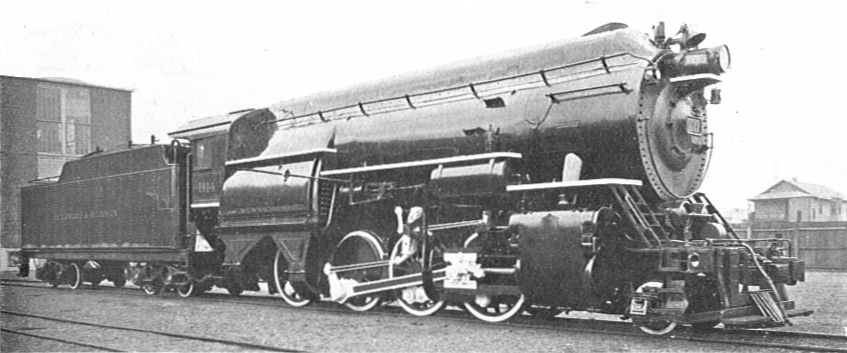
Lokomotywa Delaware and Hudson Railway „Horatio Allen” (1928)

Urodził się w Schenectady (Nowy Jork), jako syn Benjamina Allena, profesora matematyki oraz Mary Benedict. Allen wstąpił do Columbia College, gdzie studiował pod kierunkiem Jamesa Renwicka, profesora filozofii naturalnej i eksperymentalnej, a w 1823 r. ukończył studia licencjackie, uzyskując wysokie wyróżnienie w zakresie matematyki. Allen zaczął wtedy studiować prawo, ale po prawie półtora roku zdecydował, że bardziej interesuje go inżynieria jako zawód.

## Działalność
Od 1829 r. pracował jako główny inżynier w spółce South Carolina Railroad Company, budującej linię kolejową z Charleston do Augusty. Był pionierem wykorzystywania i projektowania lokomotyw w Stanach Zjednoczonych.
Pełnił funkcję doradcy przy budowie mostu Brooklińskiego i Kolei Panamskiej.